# Gran príncipe de los húngaros
Gran Príncipe (en húngaro: Nagyfejedelem) era el título usado por las fuentes contemporáneas para referirse al jefe de la federación de tribus húngaras (magiares) en el siglo X.

## El título
El Gran Príncipe (Nagyfejedelem) era probablemente elegido por los líderes de la federación de las siete tribus magiares y las tres tribus kabares (tribus jázaras disidentes) que se unieron a los magiares después de 881. Sin embargo, el primer Gran Príncipe, Álmos, padre de Árpád, parece que fue nombrado por el jagán de los jázaros. Todavía es objeto de debate si el Gran Príncipe era el jefe espiritual de la federación (kende), el comandante militar de la misma (gyula) o si el título era de nueva creación.
Cuando los magiares fueron expulsados de Etelköz y se trasladaron a la llanura Panónica, el poder del Gran Príncipe parecía en descenso. En los tiempos de Géza de Hungría, Transilvania estaba gobernada por un líder semiindependiente (gyula). Esteban (Vajk) tuvo que conquistar no sólo los territorios de los gyula, sino también las tierras de Ahtum (Ajtony) y los magiares negros.
El título desapareció por la coronación de Esteban I el 25 de diciembre de 1000 o el 1 de enero de 1001.

## Grandes Príncipes de los Magiares
- Álmos (? - c. 850)
- Árpád (c. 850– c. 907)
- Solt (c. 907 – c. 948)
- Fajsz (c. 948)
- Taksony (c. 955 – c. 973)
- Géza (c. 973 – 997)
- Esteban (Vajk) (997 – 1000/1001)